# 25 iunie
ianuarie • februarie • martie  • aprilie  • mai  • iunie  • iulie  • august  • septembrie  • octombrie  • noiembrie  • decembrie
25 iunie este a 176-a zi a calendarului gregorian și a 177-a zi în anii bisecți. Mai sunt 189 de zile până la sfârșitul anului.

## Evenimente
- 1441: Prima mențiune a Adunării Țării în Moldova; în Țara Românească va fi menționată pentru prima dată în 1522.
- 1795: S-a înființat „Biroul de longitudini", cu sediul la Paris, având drept scop de a sprijini progresul astronomiei și aplicațiile acesteia în navigație, geografie și geodezie.
- 1910: A avut loc, la Paris, premiera baletului „Pasărea de foc" al compozitorului Igor Fiodorovici Stravinski.
- 1923: S-a înființat Clubul Rapid București (atunci CFR București).
- 1950: Începutul războiului coreean, încheiat prin semnarea la Panmunjom, la 27 iulie 1953 a armistițiului dintre Republica Populară Democrată Coreeană și Republica Coreea.
- 1955: A fost înființată, la București, Bibioteca Centrală de Stat, azi Biblioteca Națională a României.
- 1984: Inaugurarea oficială a lucrărilor de construcție a Casei Republicii și a Bulevardului „Victoria Socialismului" din București.
- 1998: Instituirea Ordinului „Steaua României", cu șase grade (Colan, Mare Cruce, Mare Ofițer, Comandor, Ofițer, Cavaler), cel mai înalt ordin național românesc, pentru a recompensa serviciile excepționale, civile și militare aduse statului și poporului român.

## Nașteri
- 1843: Frederic de Hohenzollern-Sigmaringen, fratele mai mic al regelui Carol I al României (d. 1904)
- 1852: Antonio Gaudí, arhitect catalan (d. 1926)
- 1858: Georges Courteline, dramaturg și romancier francez (d. 1929)
- 1884: Împărăteasa Teimei, soția împăratului Taishō al Japoniei (d. 1951)
- 1894: Hermann Oberth, fizician și inventator sas (d. 1989)
- 1903: George Orwell, jurnalist, eseist și romancier britanic (d. 1950)
- 1907: Johannes Hans Daniel Jensen, fizician german, laureat al Premiului Nobel  (d. 1973)
- 1908: W.V. Quine, filosof american (d. 2000)
- 1919: Jean-Louis Bory, scriitor, jurnalist și critic de film francez, câștigător al Premiului Goncourt în 1945 (d. 1979)
- 1928: Șerban Papacostea, istoric român, membru al Academiei Române (d. 2018)
- 1928: Alexei Abrikosov, fizician rus, laureat al Premiului Nobel (d. 2017)
- 1931: Iulia Buciuceanu, cântăreață română de operă și lied (mezzo-soprană)  (d. 2022)
- 1937: Dorel Vișan, actor român
- 1940: A. J. Quinnell, scriitor britanic (d. 2005)
- 1942: Anatoli Bugorski, fizician rus
- 1943: Bill Moggridge, designer britanic, autor și educator (d. 2012)
- 1944: Nicolae Iorgu, scrimer român
- 1949: Patrick Tambay, pilot francez de Formula 1 (d. 2022)
- 1950: Doru Stănculescu, interpret și compozitor român de muzică folk  (d. 2021)
- 1952: Octavian Știreanu, jurnalist român
- 1952: Radka Toneff, cântăreață de muzică jazz norvegiană (d. 1982)
- 1957: Rodica Nassar, politician român
- 1958: Gigi Becali, om de afaceri și politician român
- 1961: Timur Bekmambetov, regizor rus
- 1961: Ricky Gervais, actor, scenarist, producător și regizor englez
- 1963: Yann Martel, scriitor canadian
- 1963: George Michael, cântăreț englez de origine greacă (d. 2016)
- 1965: Jean Castex, politician francez, prim-ministru al Franței în perioada 2020-2022
- 1968: Dorinel Munteanu, fotbalist și antrenor român
- 1978: Iulian Postelnicu, actor și scenarist român
- 1980: Alexandru Nazare, politician român
- 1981: Simon Amman, sǎritor cu schiurile elvețian
- 1983: Florin Birta, politician român
- 1994: Egor Krid, artist, blogger, streamer și actor rus

## Decese
- 1134: Niels, rege al Danemarcei (n. 1065)
- 1533: Maria Tudor, a treia soție a regelui Ludovic al XII-lea al Franței (n. 1496)
- 1767: Georg Philipp Telemann, compozitor și organist (n. 1681)
- 1822: Ernst Theodor Amadeus Hoffmann, scriitor, compozitor și pictor romantic german (n. 1776)
- 1842: Simonde de Sismondi, istoric și economist (n. 1773)
- 1864: Regele Wilhelm I de Württemberg (n. 1781)
- 1892: Ernest Mouchez, astronom, hidrograf și contraamiral francez (n. 1821)
- 1901: Alexandru Candiano-Popescu, avocat, ziarist și general român (n. 1841)
- 1912: Lawrence Alma-Tadema, pictor britanic de origine olandeză  (n. 1836)
- 1913: Ilarie Chendi, critic și istoric literar român (n. 1871)
- 1929: Georges Courteline, dramaturg și romancier francez (n. 1858)
- 1960: Walter Baade, astronom german (n. 1893)
- 1984: Michel Foucault, filosof francez (n. 1926)
- 1988: Șerban Cioculescu, critic și istoric literar român, membru al Academiei Române (n. 1902)
- 1988: Tudor Bugnariu, sociolog român, membru al Academiei Române (n. 1909)
- 1995: Ernest Walton, fizician irlandez, laureat al Premiului Nobel (n. 1903)
- 1997: Jacques-Yves Cousteau, oceanograf francez (n. 1910)
- 2007: Chris Benoit, wrestler canadian (n. 1967)
- 2009: Farrah Fawcett, actriță americană (n. 1947)
- 2009: Michael Jackson, interpret și compozitor american de muzică pop (n. 1958)
- 2016: Nicole Courcel, actriță franceză (n. 1931)
- 2019: Alla Pokrovskaia, actriță sovietică și rusă (n. 1937)
- 2020: Ionuț Popa, fotbalist român, devenit ulterior antrenor de fotbal (n. 1953)

## Sărbători
- Sf. Mare Mc. Fevronia; Cuv. Dionisie și Dometie; Cuv. Mc. Livia (calendar ortodox)
- Sf. Wilhelm, abate (calendar romano-catolic)
- Mozambic: Ziua națională - Aniversarea proclamării independenței - 1975
- Croația:Ziua națională - Aniversarea proclamării statalității - 1991
- Slovenia:Ziua națională - Aniversarea proclamării independenței - 1991